# Вентиляційний канал
Вентиляці́йний кана́л (вентканал; рос. вентиляционный канал, англ. air duct, нім. Wetterkanal m) — огороджений будівельними конструкціями простір для транспортування в ньому повітря. ДСТУ 2388-94, п. 29.
Для наземних приміщень розрізняють:
- вбудований вентиляційний канал (передбачений у спеціальних елементах збірного будівництва чи в стіні, ДСТУ 2388-94, п. 34m);
- підземний вентиляційний канал (розміщується в ґрунті, ДСТУ 2388-94, п. 31 m),
- підпідлоговий вентиляційний канал (розташований під підлогою приміщення, ДСТУ 2388-94, п. 30 m);
- підшивний вентиляційний канал (прилягає до стелі приміщення, ДСТУ 2388-94, п. 32 m),
- приставний вентиляційний канал (примикає до стіни, колони, ДСТУ 2388-94, п. 33 m).